# Jean Umansky
Jean Umansky est un ingénieur du son français. 

## Biographie
Jean Umansky est un ancien élève de l'École nationale supérieure Louis-Lumière (promotion « Son » 1977).

## Filmographie partielle
- 1980 : Guns de Robert Kramer
- 1981 : Votre enfant m'intéresse de Jean-Michel Carré
- 1983 : À nos amours de Maurice Pialat
- 1984 : Boy Meets Girl de  Léos Carax
- 1985 : Police de Maurice Pialat
- 1986 : Flagrant Désir de Claude Faraldo
- 1992 : Les Contes sauvages de Gerald Calderon
- 1995 : N'oublie pas que tu vas mourir de Xavier Beauvois
- 1995 : Le bonheur est dans le pré d'Étienne Chatiliez
- 2001 : Le Fabuleux Destin d'Amélie Poulain de Jean-Pierre Jeunet
- 2001 : Tanguy d'Étienne Chatiliez
- 2004 : Les Sœurs fâchées d'Alexandra Leclère
- 2006 : Les Aiguilles rouges de Jean-François Davy
- 2008 : Agathe Cléry d'Étienne Chatiliez
- 2010 : Nénette de Nicolas Philibert
- 2015 : Le Grand Partage d'Alexandra Leclère
- 2020 : Qu'un sang impur... d'Abdel Raouf Dafri

## Distinctions[2]
- 2002 : nomination au César du meilleur son pour Le Fabuleux Destin d'Amélie Poulain
- 2005 : nomination au César du meilleur son pour Un long dimanche de fiançailles
- 2010 : nomination au César du meilleur son pour Micmacs à tire-larigot